# گدیک‌لی (کوزان)
گدیک‌لی (به ترکی استانبولی: Gedikli) یک منطقهٔ مسکونی در ترکیه است که در قوزان (ترکیه) واقع شده‌است.